# Tharoiseau
Tharoiseau ist eine französische Gemeinde mit 62 Einwohnern (Stand: 1. Januar 2022) im Département Yonne in der Region Bourgogne-Franche-Comté. Sie gehört zum Arrondissement Avallon und zum Kanton Joux-la-Ville.

## Geografie
Tharoiseau liegt etwa 41 Kilometer südsüdöstlich von Auxerre und etwa acht Kilometer westsüdwestlich von Avallon im nordwestlichen Teil des Regionalen Naturparks Morvan. Das Zentrum der Gemeinde liegt auf der Westseite eines Hügels (Höhe 343 m) mit Blick auf das Tal der Cure. Die Landschaft der Gemeinde ist vielfältig mit Weinbergen, Landwirtschaft und Bocage.
Umgeben wird Tharoiseau von den Nachbargemeinden Domecy-sur-le-Vault im Norden, Island im Osten, Menades im Süden sowie Saint-Père im Westen.

## Einwohnerentwicklung
| Jahr                       | 1962 | 1968 | 1975 | 1982 | 1990 | 1999 | 2006 | 2013 | 2020 |
| -------------------------- | ---- | ---- | ---- | ---- | ---- | ---- | ---- | ---- | ---- |
| Einwohner                  | 96   | 90   | 82   | 68   | 78   | 76   | 78   | 64   | 61   |
| Quellen: Cassini und INSEE |      |      |      |      |      |      |      |      |      |

## Sehenswürdigkeiten
- Kirche Immaculée-Conception aus dem 19. Jahrhundert
- Herrschaftliche Kapelle aus dem 15. Jahrhundert
- Schloss mit Park mit Ursprüngen aus dem 15. Jahrhundert, während der Französischen Revolution verwüstet, erfolgte 1847 ein Neubau

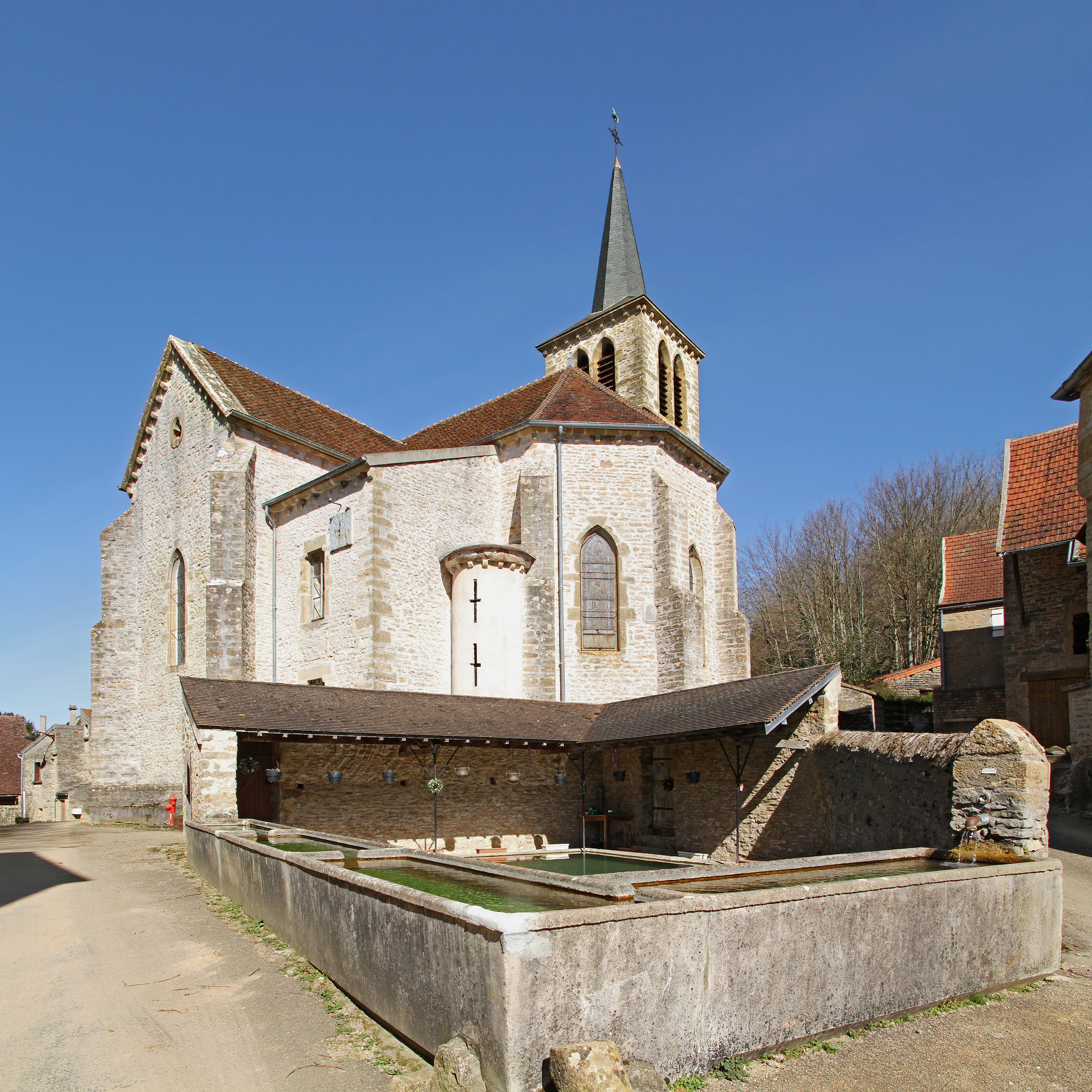
Kirche Immaculée-Conception
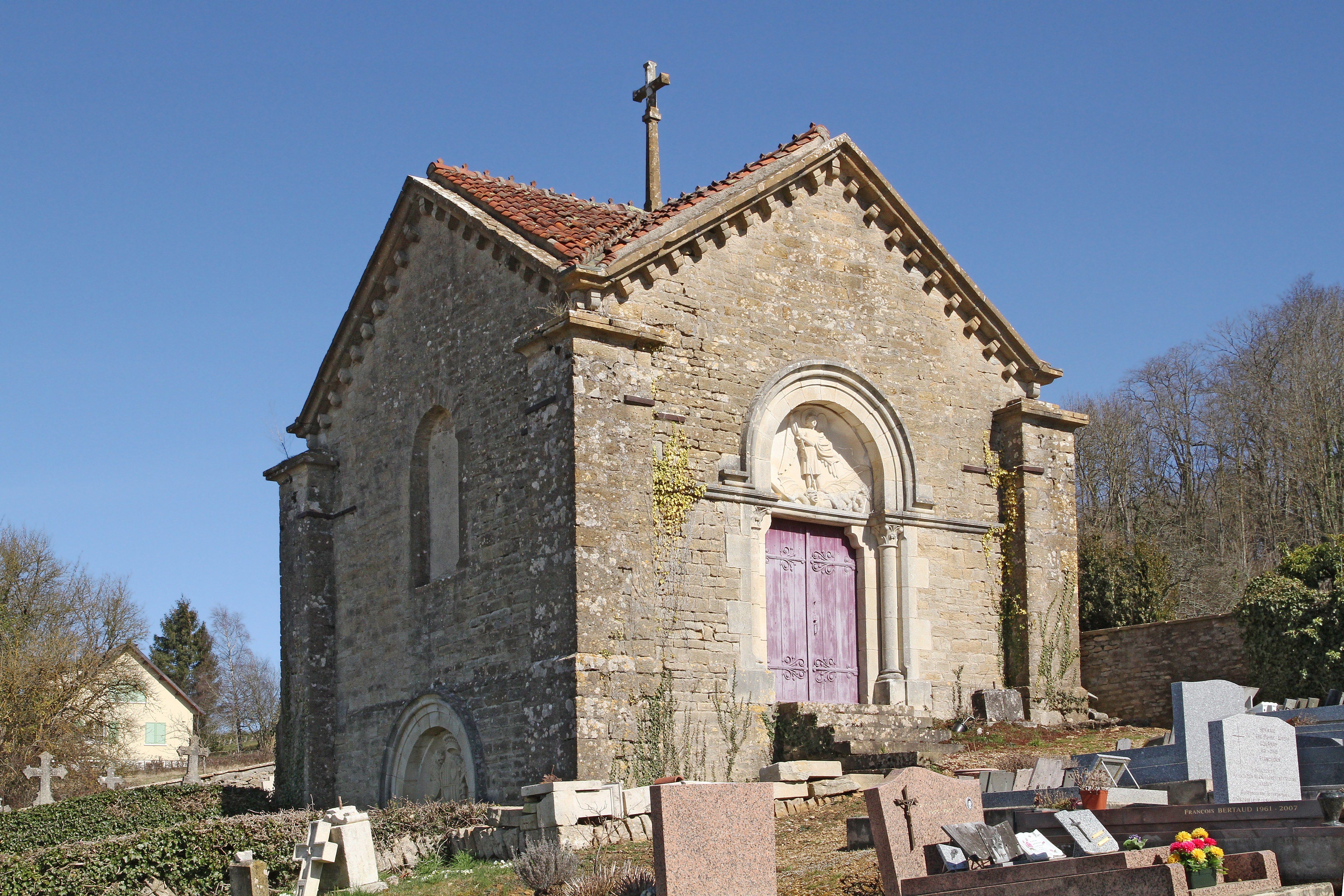
Kapelle
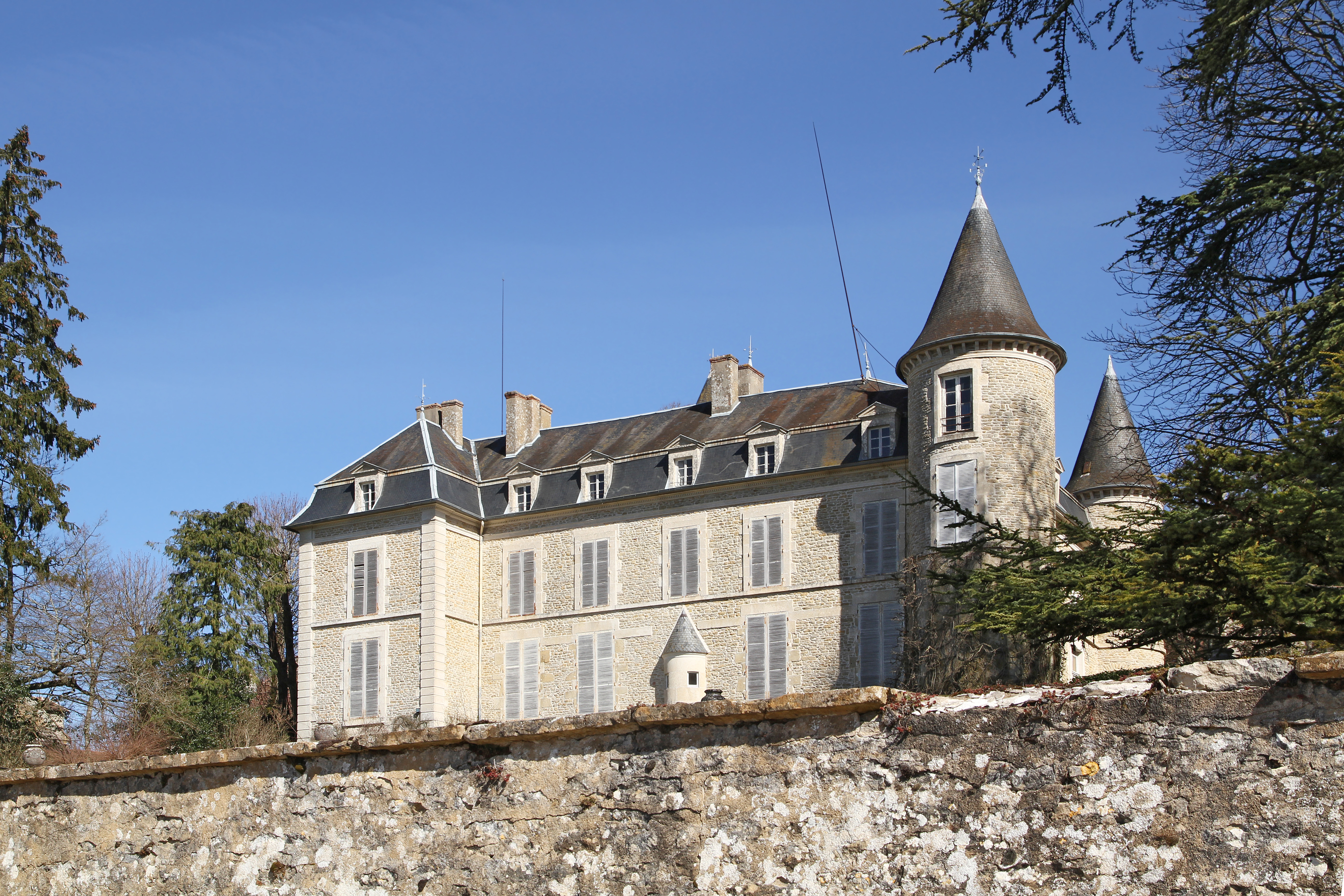
Schloss